# 酒井忠藎
酒井 忠藎（さかい ただえ、安永10年1月28日（1781年2月20日） - 天保4年5月21日（1833年7月8日））は、日本の江戸時代後期の大名で、越前国敦賀藩の第6代藩主。

## 概要
忠稠系小浜藩酒井家別家6代。越前国敦賀藩の第5代藩主・酒井忠言の長男。母は三浦明次の娘。正室は有馬純養（有馬孝純の長男）の娘（大村純鎮の養女）。子に土井利亨（次男）、酒井忠毗（四男）。官位は従五位下、右京亮、飛騨守。初名は忠明。
寛政9年（1797年）11月25日、父の隠居で家督を継ぎ、越前国敦賀藩の第6代藩主となった。大番頭や大坂定番などを歴任した。天保4年（1833年）5月21日、53歳で死去し、跡を四男・忠毗が継いだ。

## 系譜
父母
- 酒井忠言（父）
- 三浦明次の娘[要出典]（母）

正室
- 大村純鎮の養女 ー 有馬純養[2]の娘

子女
- 土井利亨（次男）
- 酒井忠毗（四男）生母は正室[要出典]